# Colin Hall Simpson
O Major-General Colin Hall Simpson (13 de abril de 1894 – 23 de agosto de 1964) foi um oficial do Exército australiano que ascendeu ao posto de Major-General como Oficial de Comunicações em Chefe durante a Segunda Guerra Mundial. Ele foi um dos fundadores da Amcal, a maior rede de farmácias de varejo da Austrália.
Simpson ingressou na Força Imperial Australiana em 1916 e serviu na Frente Ocidental na Batalha de Messines e na Batalha de Passchendaele. Foi ferido duas vezes, mencionado em despachos e condecorado com a Cruz Militar. Após a guerra, trabalhou como farmacêutico e ascendeu ao posto de coronel na Milícia. Transferiu-se para o Corpo Australiano de Comunicações em sua formação em 1925.
Durante a Segunda Guerra Mundial, participou das campanhas na Grécia e na Síria como Oficial de Comunicações em Chefe do I Corpo. Retornou à Austrália em 1942 para se tornar Oficial de Comunicações em Chefe do Exército Australiano. Tornou-se também o primeiro oficial do Corpo Australiano de Comunicações a alcançar o posto de Major-General.
Colin Hall Simpson nasceu em St Kilda, Victoria, em 13 de abril de 1894, filho de Colin Simpson, um encanador, e sua esposa Elizabeth Fulton Simpson, nascida Jordan. Ele estudou na Escola Primária St Kilda e, a partir de 1911, na Escola de Gramática Caulfield. Enquanto estudava na Escola de Gramática Caulfield, Simpson ingressou nos Cadetes do Exército Australiano, chegando ao posto de sargento. Após concluir a escola, tornou-se aprendiz de farmacêutico. Serviu no 49º Batalhão (Prahran), no qual foi comissionado como segundo-tenente em 1º de março de 1914. Tornou-se ajudante-de-ordens em 12 de abril de 1915 e foi promovido a tenente em 1º de julho de 1915.